# Tour de Langkawi 2017
La 22e édition du Tour de Langkawi a eu lieu du 22 février au 1er mars 2017. La course fait partie du calendrier UCI Asia Tour 2017 en catégorie 2.HC.

## Présentation

### Équipes
Classé en catégorie 2.HC de l'UCI Asia Tour, le Tour de Langkawi est par conséquent ouvert aux WorldTeams dans la limite de 65 % des équipes participantes, aux équipes continentales professionnelles, aux équipes continentales et aux équipes nationales.
Dix-neuf équipes participent à ce Tour de Langkawi - une WorldTeams, six équipes continentales professionnelles, onze équipes continentales et une équipe nationale :
| UCI WorldTeams  | UCI WorldTeams | UCI WorldTeams |
| Nom de l'équipe | Pays           | Code           |
| --------------- | -------------- | -------------- |
| Dimension Data  | Afrique du Sud | DDD            |

| Équipes continentales professionnelles | Équipes continentales professionnelles | Équipes continentales professionnelles |
| Nom de l'équipe                        | Pays                                   | Code                                   |
| -------------------------------------- | -------------------------------------- | -------------------------------------- |
| Androni Giocattoli                     | Italie                                 | AND                                    |
| Bardiani CSF                           | Italie                                 | BAR                                    |
| Manzana Postobón                       | Colombie                               | MZN                                    |
| Nippo-Vini Fantini                     | Italie                                 | NIP                                    |
| UnitedHealthcare                       | États-Unis                             | UHC                                    |
| Wilier Triestina-Selle Italia          | Italie                                 | WIL                                    |

| Équipes continentales          | Équipes continentales | Équipes continentales |
| Nom de l'équipe                | Pays                  | Code                  |
| ------------------------------ | --------------------- | --------------------- |
| 7 Eleven-Road Bike Philippines | Philippines           | 7RP                   |
| Aisan Racing                   | Japon                 | AIS                   |
| Giant                          | Chine                 | MSS                   |
| Infinite-AIS                   | Singapour             | IAC                   |
| IsoWhey Sports-Swiss Wellness  | Australie             | IWS                   |
| Keyi Look                      | Chine                 | KYL                   |
| KSPO                           | Corée du Sud          | KSP                   |
| Sapura                         | Malaisie              | TSC                   |
| Terengganu                     | Malaisie              | TSG                   |
| Thailand Continental           | Thaïlande             | TCC                   |
| Vino-Astana Motors             | Kazakhstan            | VAM                   |

| Équipe nationale             | Équipe nationale | Équipe nationale |
| Nom de l'équipe              | Pays             | Code             |
| ---------------------------- | ---------------- | ---------------- |
| Équipe nationale de Malaisie | Malaisie         | MAS              |

## Étapes
| Étape     | Date    | Villes étapes                    | type              | Distance (km) | Vainqueur d'étape | Leader du classement général |
| --------- | ------- | -------------------------------- | ----------------- | ------------- | ----------------- | ---------------------------- |
| 1re étape | 22 fév. | Kuala Berang – Kuala Terengganu  | étape de plaine   | 124,8         | Scott Sunderland  | Scott Sunderland             |
| 2e étape  | 23 fév. | Jerteh – Gerik                   | étape vallonnée   | 208,1         | Travis McCabe     | Ryan Gibbons                 |
| 3e étape  | 24 fév. | Serdang – Pantai Remis           | étape de plaine   | 118           | Jakub Mareczko    | Ryan Gibbons                 |
| 4e étape  | 25 fév. | Seri Manjung – Cameron Highlands | étape de montagne | 174,4         | Mekseb Debesay    | Ryan Gibbons                 |
| 5e étape  | 26 fév. | Meru Raya – Kuala Kubu Bharu     | étape de plaine   | 151,5         | Ryan Gibbons      | Ryan Gibbons                 |
| 6e étape  | 27 fév. | Senawang – Muar                  | étape de plaine   | 176,3         | Enrico Barbin     | Ryan Gibbons                 |
| 7e étape  | 28 fév. | Malacca – Rembau                 | étape vallonnée   | 148,1         | Jakub Mareczko    | Ryan Gibbons                 |
| 8e étape  | 1 mars  | Setiawangsa – Putrajaya          | étape de plaine   | 121           | Travis McCabe     | Ryan Gibbons                 |

## Déroulement de la course

### 1reétape
| \| Classement de l'étape \| Classement de l'étape \| Classement de l'étape \| Classement de l'étape \| Classement de l'étape \| \| Coureur \| Coureur \| Pays \| Équipe \| Temps \| \| --------------------- \| --------------------- \| --------------------- \| --------------------------------- \| --------------------- \| \| 1er \| Scott Sunderland \| Australie \| IsoWhey Sports-Swiss Wellness \| 2 h 54 min 45 s \| \| 2e \| Ryan Gibbons \| Afrique du Sud \| Dimension Data \| + 0 s \| \| 3e \| Nicolas Marini \| Italie \| Nippo-Vini Fantini \| + 0 s \| \| 4e \| Jakub Mareczko \| Italie \| Wilier Triestina-Selle Italia \| + 0 s \| \| 5e \| Travis McCabe \| États-Unis \| UnitedHealthcare \| + 0 s \| \| 6e \| Marco Benfatto \| Italie \| Androni-Sidermec-Bottecchia \| + 0 s \| \| 7e \| Shiki Kuroeda \| Japon \| Aisan Racing Team \| + 0 s \| \| 8e \| Yevgeniy Gidich \| Kazakhstan \| Vino-Astana Motors \| + 0 s \| \| 9e \| Phuchong Sai-udomsin \| Thaïlande \| Thailand Continental Cycling Team \| + 4 s \| \| 10e \| Enrico Barbin \| Italie \| Bardiani CSF \| + 4 s \| |                      |                |                                   |                 |
| |                      |                |                                   |                 |
| |                      |                |                                   |                 |
| Classement de l'étape |                      |                |                                   |                 |
| Coureur | Coureur              | Pays           | Équipe                            | Temps           |
| 1er | Scott Sunderland     | Australie      | IsoWhey Sports-Swiss Wellness     | 2 h 54 min 45 s |
| 2e | Ryan Gibbons         | Afrique du Sud | Dimension Data                    | + 0 s           |
| 3e | Nicolas Marini       | Italie         | Nippo-Vini Fantini                | + 0 s           |
| 4e | Jakub Mareczko       | Italie         | Wilier Triestina-Selle Italia     | + 0 s           |
| 5e | Travis McCabe        | États-Unis     | UnitedHealthcare                  | + 0 s           |
| 6e | Marco Benfatto       | Italie         | Androni-Sidermec-Bottecchia       | + 0 s           |
| 7e | Shiki Kuroeda        | Japon          | Aisan Racing Team                 | + 0 s           |
| 8e | Yevgeniy Gidich      | Kazakhstan     | Vino-Astana Motors                | + 0 s           |
| 9e | Phuchong Sai-udomsin | Thaïlande      | Thailand Continental Cycling Team | + 4 s           |
| 10e | Enrico Barbin        | Italie         | Bardiani CSF                      | + 4 s           |

| \| Classement général \| Classement général \| Classement général \| Classement général \| Classement général \| \| Coureur \| Coureur \| Pays \| Équipe \| Temps \| \| ------------------ \| -------------------- \| ------------------ \| --------------------------------- \| ------------------ \| \| 1er \| Scott Sunderland \| Australie \| IsoWhey Sports-Swiss Wellness \| 2 h 54 min 35 s \| \| 2e \| Ryan Gibbons \| Afrique du Sud \| Dimension Data \| + 4 s \| \| 3e \| Nicolas Marini \| Italie \| Nippo-Vini Fantini \| + 6 s \| \| 4e \| Jakub Mareczko \| Italie \| Wilier Triestina-Selle Italia \| + 10 s \| \| 5e \| Travis McCabe \| États-Unis \| UnitedHealthcare \| + 10 s \| \| 6e \| Marco Benfatto \| Italie \| Androni-Sidermec-Bottecchia \| + 10 s \| \| 7e \| Shiki Kuroeda \| Japon \| Aisan Racing Team \| + 10 s \| \| 8e \| Yevgeniy Gidich \| Kazakhstan \| Vino-Astana Motors \| + 10 s \| \| 9e \| Phuchong Sai-udomsin \| Thaïlande \| Thailand Continental Cycling Team \| + 14 s \| \| 10e \| Enrico Barbin \| Italie \| Bardiani CSF \| + 14 s \| |                      |                |                                   |                 |
| |                      |                |                                   |                 |
| |                      |                |                                   |                 |
| Classement général |                      |                |                                   |                 |
| Coureur | Coureur              | Pays           | Équipe                            | Temps           |
| 1er | Scott Sunderland     | Australie      | IsoWhey Sports-Swiss Wellness     | 2 h 54 min 35 s |
| 2e | Ryan Gibbons         | Afrique du Sud | Dimension Data                    | + 4 s           |
| 3e | Nicolas Marini       | Italie         | Nippo-Vini Fantini                | + 6 s           |
| 4e | Jakub Mareczko       | Italie         | Wilier Triestina-Selle Italia     | + 10 s          |
| 5e | Travis McCabe        | États-Unis     | UnitedHealthcare                  | + 10 s          |
| 6e | Marco Benfatto       | Italie         | Androni-Sidermec-Bottecchia       | + 10 s          |
| 7e | Shiki Kuroeda        | Japon          | Aisan Racing Team                 | + 10 s          |
| 8e | Yevgeniy Gidich      | Kazakhstan     | Vino-Astana Motors                | + 10 s          |
| 9e | Phuchong Sai-udomsin | Thaïlande      | Thailand Continental Cycling Team | + 14 s          |
| 10e | Enrico Barbin        | Italie         | Bardiani CSF                      | + 14 s          |

### 2eétape
| Classement | Classement            | Classement     | Classement                    | Classement        |
|            | Coureur               | Pays           | Équipe                        | Temps             |
| ---------- | --------------------- | -------------- | ----------------------------- | ----------------- |
| 1er        | Travis McCabe         | États-Unis     | UnitedHealthcare              | en 5 h 4 min 41 s |
| 2e         | Filippo Pozzato       | Italie         | Wilier Triestina-Selle Italia | + 0 s             |
| 3e         | Ryan Gibbons          | Afrique du Sud | Dimension Data                | + 0 s             |
| 4e         | Alberto Cecchin       | Italie         | Wilier Triestina-Selle Italia | + 0 s             |
| 5e         | Yevgeniy Gidich       | Kazakhstan     | Vino-Astana Motors            | + 0 s             |
| 6e         | Marco Maronese        | Italie         | Bardiani CSF                  | + 0 s             |
| 7e         | Riccardo Stacchiotti  | Italie         | Nippo-Vini Fantini            | + 0 s             |
| 8e         | Rafael Andriato       | Brésil         | Wilier Triestina-Selle Italia | + 0 s             |
| 9e         | Cameron Bayly         | Australie      | IsoWhey Sports-Swiss Wellness | + 0 s             |
| 10e        | Mohd Shahrul Mat Amin | Malaisie       | Terengganu                    | + 0 s             |
| modifier   |                       |                |                               |                   |

| \| Classement général \| Classement général \| Classement général \| Classement général \| Classement général \| \| Coureur \| Coureur \| Pays \| Équipe \| Temps \| \| ------------------ \| -------------------- \| ------------------ \| ----------------------------- \| ------------------ \| \| 1er \| Ryan Gibbons \| Afrique du Sud \| Dimension Data \| 7 h 59 min 13 s \| \| 2e \| Travis McCabe \| États-Unis \| UnitedHealthcare \| + 3 s \| \| 3e \| Filippo Pozzato \| Italie \| Wilier Triestina-Selle Italia \| + 11 s \| \| 4e \| Alberto Cecchin \| Italie \| Wilier Triestina-Selle Italia \| + 11 s \| \| 5e \| Yevgeniy Gidich \| Kazakhstan \| Vino-Astana Motors \| + 13 s \| \| 6e \| Enrico Barbin \| Italie \| Bardiani CSF \| + 16 s \| \| 7e \| Rafael Andriato \| Brésil \| Wilier Triestina-Selle Italia \| + 17 s \| \| 8e \| Riccardo Stacchiotti \| Italie \| Nippo-Vini Fantini \| + 17 s \| \| 9e \| Chris Harper \| Australie \| IsoWhey Sports-Swiss Wellness \| + 17 s \| \| 10e \| Hideto Nakane \| Japon \| Nippo-Vini Fantini \| + 17 s \| |                      |                |                               |                 |
| |                      |                |                               |                 |
| |                      |                |                               |                 |
| Classement général |                      |                |                               |                 |
| Coureur | Coureur              | Pays           | Équipe                        | Temps           |
| 1er | Ryan Gibbons         | Afrique du Sud | Dimension Data                | 7 h 59 min 13 s |
| 2e | Travis McCabe        | États-Unis     | UnitedHealthcare              | + 3 s           |
| 3e | Filippo Pozzato      | Italie         | Wilier Triestina-Selle Italia | + 11 s          |
| 4e | Alberto Cecchin      | Italie         | Wilier Triestina-Selle Italia | + 11 s          |
| 5e | Yevgeniy Gidich      | Kazakhstan     | Vino-Astana Motors            | + 13 s          |
| 6e | Enrico Barbin        | Italie         | Bardiani CSF                  | + 16 s          |
| 7e | Rafael Andriato      | Brésil         | Wilier Triestina-Selle Italia | + 17 s          |
| 8e | Riccardo Stacchiotti | Italie         | Nippo-Vini Fantini            | + 17 s          |
| 9e | Chris Harper         | Australie      | IsoWhey Sports-Swiss Wellness | + 17 s          |
| 10e | Hideto Nakane        | Japon          | Nippo-Vini Fantini            | + 17 s          |

### 3eétape
| \| Classement de l'étape \| Classement de l'étape \| Classement de l'étape \| Classement de l'étape \| Classement de l'étape \| \| Coureur \| Coureur \| Pays \| Équipe \| Temps \| \| --------------------- \| ----------------------- \| --------------------- \| --------------------------------- \| --------------------- \| \| 1er \| Jakub Mareczko \| Italie \| Wilier Triestina-Selle Italia \| 2 h 48 min 56 s \| \| 2e \| Scott Sunderland \| Australie \| IsoWhey Sports-Swiss Wellness \| + 0 s \| \| 3e \| Mohd Zamri Salleh \| Malaisie \| Terengganu Cycling Team \| + 0 s \| \| 4e \| Nicolas Marini \| Italie \| Nippo-Vini Fantini \| + 0 s \| \| 5e \| Marco Benfatto \| Italie \| Androni-Sidermec-Bottecchia \| + 0 s \| \| 6e \| Travis McCabe \| États-Unis \| UnitedHealthcare \| + 0 s \| \| 7e \| Enrico Barbin \| Italie \| Bardiani CSF \| + 0 s \| \| 8e \| Yevgeniy Gidich \| Kazakhstan \| Vino-Astana Motors \| + 0 s \| \| 9e \| Thanawut Sanikwathi \| Thaïlande \| Thailand Continental Cycling Team \| + 0 s \| \| 10e \| Izzat Hilmi Abdul Halil \| Malaisie \| Team Sapura Cycling \| + 0 s \| |                         |            |                                   |                 |
| |                         |            |                                   |                 |
| |                         |            |                                   |                 |
| Classement de l'étape |                         |            |                                   |                 |
| Coureur | Coureur                 | Pays       | Équipe                            | Temps           |
| 1er | Jakub Mareczko          | Italie     | Wilier Triestina-Selle Italia     | 2 h 48 min 56 s |
| 2e | Scott Sunderland        | Australie  | IsoWhey Sports-Swiss Wellness     | + 0 s           |
| 3e | Mohd Zamri Salleh       | Malaisie   | Terengganu Cycling Team           | + 0 s           |
| 4e | Nicolas Marini          | Italie     | Nippo-Vini Fantini                | + 0 s           |
| 5e | Marco Benfatto          | Italie     | Androni-Sidermec-Bottecchia       | + 0 s           |
| 6e | Travis McCabe           | États-Unis | UnitedHealthcare                  | + 0 s           |
| 7e | Enrico Barbin           | Italie     | Bardiani CSF                      | + 0 s           |
| 8e | Yevgeniy Gidich         | Kazakhstan | Vino-Astana Motors                | + 0 s           |
| 9e | Thanawut Sanikwathi     | Thaïlande  | Thailand Continental Cycling Team | + 0 s           |
| 10e | Izzat Hilmi Abdul Halil | Malaisie   | Team Sapura Cycling               | + 0 s           |

| \| Classement général \| Classement général \| Classement général \| Classement général \| Classement général \| \| Coureur \| Coureur \| Pays \| Équipe \| Temps \| \| ------------------ \| ------------------ \| ------------------ \| ----------------------------- \| ------------------ \| \| 1er \| Ryan Gibbons \| Afrique du Sud \| Dimension Data \| 10 h 48 min 09 s \| \| 2e \| Travis McCabe \| États-Unis \| UnitedHealthcare \| + 3 s \| \| 3e \| Filippo Pozzato \| Italie \| Wilier Triestina-Selle Italia \| + 11 s \| \| 4e \| Alberto Cecchin \| Italie \| Wilier Triestina-Selle Italia \| + 11 s \| \| 5e \| Yevgeniy Gidich \| Kazakhstan \| Vino-Astana Motors \| + 13 s \| \| 6e \| Enrico Barbin \| Italie \| Bardiani CSF \| + 16 s \| \| 7e \| Chris Harper \| Australie \| IsoWhey Sports-Swiss Wellness \| + 17 s \| \| 8e \| Rafael Andriato \| Brésil \| Wilier Triestina-Selle Italia \| + 17 s \| \| 9e \| Sergey Vlassenko \| Kazakhstan \| Vino-Astana Motors \| + 17 s \| \| 10e \| Hideto Nakane \| Japon \| Nippo-Vini Fantini \| + 17 s \| |                  |                |                               |                  |
| |                  |                |                               |                  |
| |                  |                |                               |                  |
| Classement général |                  |                |                               |                  |
| Coureur | Coureur          | Pays           | Équipe                        | Temps            |
| 1er | Ryan Gibbons     | Afrique du Sud | Dimension Data                | 10 h 48 min 09 s |
| 2e | Travis McCabe    | États-Unis     | UnitedHealthcare              | + 3 s            |
| 3e | Filippo Pozzato  | Italie         | Wilier Triestina-Selle Italia | + 11 s           |
| 4e | Alberto Cecchin  | Italie         | Wilier Triestina-Selle Italia | + 11 s           |
| 5e | Yevgeniy Gidich  | Kazakhstan     | Vino-Astana Motors            | + 13 s           |
| 6e | Enrico Barbin    | Italie         | Bardiani CSF                  | + 16 s           |
| 7e | Chris Harper     | Australie      | IsoWhey Sports-Swiss Wellness | + 17 s           |
| 8e | Rafael Andriato  | Brésil         | Wilier Triestina-Selle Italia | + 17 s           |
| 9e | Sergey Vlassenko | Kazakhstan     | Vino-Astana Motors            | + 17 s           |
| 10e | Hideto Nakane    | Japon          | Nippo-Vini Fantini            | + 17 s           |

### 4eétape
| \| Classement de l'étape \| Classement de l'étape \| Classement de l'étape \| Classement de l'étape \| Classement de l'étape \| \| Coureur \| Coureur \| Pays \| Équipe \| Temps \| \| --------------------- \| --------------------- \| --------------------- \| ----------------------------- \| --------------------- \| \| 1er \| Mekseb Debesay \| Érythrée \| Dimension Data \| 4 h 37 min 49 s \| \| 2e \| Cameron Bayly \| Australie \| IsoWhey Sports-Swiss Wellness \| + 0 s \| \| 3e \| Ryan Gibbons \| Afrique du Sud \| Dimension Data \| + 4 s \| \| 4e \| Yevgeniy Gidich \| Kazakhstan \| Vino-Astana Motors \| + 4 s \| \| 5e \| Alberto Cecchin \| Italie \| Wilier Triestina-Selle Italia \| + 4 s \| \| 6e \| Ben O'Connor \| Australie \| Dimension Data \| + 4 s \| \| 7e \| Chris Harper \| Australie \| IsoWhey Sports-Swiss Wellness \| + 4 s \| \| 8e \| Egan Bernal \| Colombie \| Androni-Sidermec-Bottecchia \| + 4 s \| \| 9e \| Daniel Jaramillo \| Colombie \| UnitedHealthcare \| + 4 s \| \| 10e \| Timothy Roe \| Australie \| IsoWhey Sports-Swiss Wellness \| + 4 s \| |                  |                |                               |                 |
| |                  |                |                               |                 |
| |                  |                |                               |                 |
| Classement de l'étape |                  |                |                               |                 |
| Coureur | Coureur          | Pays           | Équipe                        | Temps           |
| 1er | Mekseb Debesay   | Érythrée       | Dimension Data                | 4 h 37 min 49 s |
| 2e | Cameron Bayly    | Australie      | IsoWhey Sports-Swiss Wellness | + 0 s           |
| 3e | Ryan Gibbons     | Afrique du Sud | Dimension Data                | + 4 s           |
| 4e | Yevgeniy Gidich  | Kazakhstan     | Vino-Astana Motors            | + 4 s           |
| 5e | Alberto Cecchin  | Italie         | Wilier Triestina-Selle Italia | + 4 s           |
| 6e | Ben O'Connor     | Australie      | Dimension Data                | + 4 s           |
| 7e | Chris Harper     | Australie      | IsoWhey Sports-Swiss Wellness | + 4 s           |
| 8e | Egan Bernal      | Colombie       | Androni-Sidermec-Bottecchia   | + 4 s           |
| 9e | Daniel Jaramillo | Colombie       | UnitedHealthcare              | + 4 s           |
| 10e | Timothy Roe      | Australie      | IsoWhey Sports-Swiss Wellness | + 4 s           |

| \| Classement général \| Classement général \| Classement général \| Classement général \| Classement général \| \| Coureur \| Coureur \| Pays \| Équipe \| Temps \| \| ------------------ \| ------------------ \| ------------------ \| ----------------------------- \| ------------------ \| \| 1er \| Ryan Gibbons \| Afrique du Sud \| Dimension Data \| 15 h 25 min 58 s \| \| 2e \| Cameron Bayly \| Australie \| IsoWhey Sports-Swiss Wellness \| + 11 s \| \| 3e \| Alberto Cecchin \| Italie \| Wilier Triestina-Selle Italia \| + 15 s \| \| 4e \| Yevgeniy Gidich \| Kazakhstan \| Vino-Astana Motors \| + 17 s \| \| 5e \| Chris Harper \| Australie \| IsoWhey Sports-Swiss Wellness \| + 21 s \| \| 6e \| Mekseb Debesay \| Érythrée \| Dimension Data \| + 21 s \| \| 7e \| Daniel Jaramillo \| Colombie \| UnitedHealthcare \| + 21 s \| \| 8e \| Egan Bernal \| Colombie \| Androni-Sidermec-Bottecchia \| + 21 s \| \| 9e \| Timothy Roe \| Australie \| IsoWhey Sports-Swiss Wellness \| + 21 s \| \| 10e \| Ben O'Connor \| Australie \| Dimension Data \| + 21 s \| |                  |                |                               |                  |
| |                  |                |                               |                  |
| |                  |                |                               |                  |
| Classement général |                  |                |                               |                  |
| Coureur | Coureur          | Pays           | Équipe                        | Temps            |
| 1er | Ryan Gibbons     | Afrique du Sud | Dimension Data                | 15 h 25 min 58 s |
| 2e | Cameron Bayly    | Australie      | IsoWhey Sports-Swiss Wellness | + 11 s           |
| 3e | Alberto Cecchin  | Italie         | Wilier Triestina-Selle Italia | + 15 s           |
| 4e | Yevgeniy Gidich  | Kazakhstan     | Vino-Astana Motors            | + 17 s           |
| 5e | Chris Harper     | Australie      | IsoWhey Sports-Swiss Wellness | + 21 s           |
| 6e | Mekseb Debesay   | Érythrée       | Dimension Data                | + 21 s           |
| 7e | Daniel Jaramillo | Colombie       | UnitedHealthcare              | + 21 s           |
| 8e | Egan Bernal      | Colombie       | Androni-Sidermec-Bottecchia   | + 21 s           |
| 9e | Timothy Roe      | Australie      | IsoWhey Sports-Swiss Wellness | + 21 s           |
| 10e | Ben O'Connor     | Australie      | Dimension Data                | + 21 s           |

### 5eétape
| Classement | Classement              | Classement     | Classement                    | Classement         |
|            | Coureur                 | Pays           | Équipe                        | Temps              |
| ---------- | ----------------------- | -------------- | ----------------------------- | ------------------ |
| 1er        | Ryan Gibbons            | Afrique du Sud | Dimension Data                | en 3 h 27 min 20 s |
| 2e         | Jakub Mareczko          | Italie         | Wilier Triestina-Selle Italia | + 0 s              |
| 3e         | Travis McCabe           | États-Unis     | UnitedHealthcare              | + 0 s              |
| 4e         | Riccardo Stacchiotti    | Italie         | Nippo-Vini Fantini            | + 0 s              |
| 5e         | Anthony Giacoppo        | Australie      | IsoWhey Sports-Swiss Wellness | + 0 s              |
| 6e         | Mohd Zamri Saleh        | Malaisie       | Terengganu                    | + 0 s              |
| 7e         | Marco Maronese          | Italie         | Bardiani CSF                  | + 0 s              |
| 8e         | Shiki Kuroeda           | Japon          | Aisan Racing                  | + 0 s              |
| 9e         | Izzat Hilmi Abdul Halil | Malaisie       | Sapura                        | + 0 s              |
| 10e        | Enrico Barbin           | Italie         | Bardiani CSF                  | + 0 s              |
| modifier   |                         |                |                               |                    |

| \| Classement général \| Classement général \| Classement général \| Classement général \| Classement général \| \| Coureur \| Coureur \| Pays \| Équipe \| Temps \| \| ------------------ \| ------------------ \| ------------------ \| ----------------------------- \| ------------------ \| \| 1er \| Ryan Gibbons \| Afrique du Sud \| Dimension Data \| 18 h 53 min 06 s \| \| 2e \| Cameron Bayly \| Australie \| IsoWhey Sports-Swiss Wellness \| + 23 s \| \| 3e \| Alberto Cecchin \| Italie \| Wilier Triestina-Selle Italia \| + 27 s \| \| 4e \| Yevgeniy Gidich \| Kazakhstan \| Vino-Astana Motors \| + 29 s \| \| 5e \| Mekseb Debesay \| Érythrée \| Dimension Data \| + 32 s \| \| 6e \| Chris Harper \| Australie \| IsoWhey Sports-Swiss Wellness \| + 33 s \| \| 7e \| Daniel Jaramillo \| Colombie \| UnitedHealthcare \| + 33 s \| \| 8e \| Egan Bernal \| Colombie \| Androni-Sidermec-Bottecchia \| + 33 s \| \| 9e \| Timothy Roe \| Australie \| IsoWhey Sports-Swiss Wellness \| + 33 s \| \| 10e \| Ben O'Connor \| Australie \| Dimension Data \| + 33 s \| |                  |                |                               |                  |
| |                  |                |                               |                  |
| |                  |                |                               |                  |
| Classement général |                  |                |                               |                  |
| Coureur | Coureur          | Pays           | Équipe                        | Temps            |
| 1er | Ryan Gibbons     | Afrique du Sud | Dimension Data                | 18 h 53 min 06 s |
| 2e | Cameron Bayly    | Australie      | IsoWhey Sports-Swiss Wellness | + 23 s           |
| 3e | Alberto Cecchin  | Italie         | Wilier Triestina-Selle Italia | + 27 s           |
| 4e | Yevgeniy Gidich  | Kazakhstan     | Vino-Astana Motors            | + 29 s           |
| 5e | Mekseb Debesay   | Érythrée       | Dimension Data                | + 32 s           |
| 6e | Chris Harper     | Australie      | IsoWhey Sports-Swiss Wellness | + 33 s           |
| 7e | Daniel Jaramillo | Colombie       | UnitedHealthcare              | + 33 s           |
| 8e | Egan Bernal      | Colombie       | Androni-Sidermec-Bottecchia   | + 33 s           |
| 9e | Timothy Roe      | Australie      | IsoWhey Sports-Swiss Wellness | + 33 s           |
| 10e | Ben O'Connor     | Australie      | Dimension Data                | + 33 s           |

### 6eétape
| \| Classement de l'étape \| Classement de l'étape \| Classement de l'étape \| Classement de l'étape \| Classement de l'étape \| \| Coureur \| Coureur \| Pays \| Équipe \| Temps \| \| --------------------- \| --------------------- \| --------------------- \| ----------------------------- \| --------------------- \| \| 1er \| Enrico Barbin \| Italie \| Bardiani CSF \| 4 h 09 min 16 s \| \| 2e \| Anthony Giacoppo \| Australie \| IsoWhey Sports-Swiss Wellness \| + 0 s \| \| 3e \| Filippo Pozzato \| Italie \| Wilier Triestina-Selle Italia \| + 0 s \| \| 4e \| Andrea Palini \| Italie \| Androni-Sidermec-Bottecchia \| + 0 s \| \| 5e \| Marco Maronese \| Italie \| Bardiani CSF \| + 0 s \| \| 6e \| Marco Benfatto \| Italie \| Androni-Sidermec-Bottecchia \| + 0 s \| \| 7e \| Riccardo Stacchiotti \| Italie \| Nippo-Vini Fantini \| + 0 s \| \| 8e \| Paolo Simion \| Italie \| Bardiani CSF \| + 0 s \| \| 9e \| Daniel Jaramillo \| Colombie \| UnitedHealthcare \| + 0 s \| \| 10e \| Mohd Zamri Salleh \| Malaisie \| Terengganu Cycling Team \| + 0 s \| |                      |           |                               |                 |
| |                      |           |                               |                 |
| |                      |           |                               |                 |
| Classement de l'étape |                      |           |                               |                 |
| Coureur | Coureur              | Pays      | Équipe                        | Temps           |
| 1er | Enrico Barbin        | Italie    | Bardiani CSF                  | 4 h 09 min 16 s |
| 2e | Anthony Giacoppo     | Australie | IsoWhey Sports-Swiss Wellness | + 0 s           |
| 3e | Filippo Pozzato      | Italie    | Wilier Triestina-Selle Italia | + 0 s           |
| 4e | Andrea Palini        | Italie    | Androni-Sidermec-Bottecchia   | + 0 s           |
| 5e | Marco Maronese       | Italie    | Bardiani CSF                  | + 0 s           |
| 6e | Marco Benfatto       | Italie    | Androni-Sidermec-Bottecchia   | + 0 s           |
| 7e | Riccardo Stacchiotti | Italie    | Nippo-Vini Fantini            | + 0 s           |
| 8e | Paolo Simion         | Italie    | Bardiani CSF                  | + 0 s           |
| 9e | Daniel Jaramillo     | Colombie  | UnitedHealthcare              | + 0 s           |
| 10e | Mohd Zamri Salleh    | Malaisie  | Terengganu Cycling Team       | + 0 s           |

| \| Classement général \| Classement général \| Classement général \| Classement général \| Classement général \| \| Coureur \| Coureur \| Pays \| Équipe \| Temps \| \| ------------------ \| ------------------ \| ------------------ \| ----------------------------- \| ------------------ \| \| 1er \| Ryan Gibbons \| Afrique du Sud \| Dimension Data \| 23 h 02 min 22 s \| \| 2e \| Cameron Bayly \| Australie \| IsoWhey Sports-Swiss Wellness \| + 23 s \| \| 3e \| Alberto Cecchin \| Italie \| Wilier Triestina-Selle Italia \| + 27 s \| \| 4e \| Mekseb Debesay \| Érythrée \| Dimension Data \| + 32 s \| \| 5e \| Chris Harper \| Australie \| IsoWhey Sports-Swiss Wellness \| + 33 s \| \| 6e \| Daniel Jaramillo \| Colombie \| UnitedHealthcare \| + 33 s \| \| 7e \| Egan Bernal \| Colombie \| Androni-Sidermec-Bottecchia \| + 33 s \| \| 8e \| Timothy Roe \| Australie \| IsoWhey Sports-Swiss Wellness \| + 33 s \| \| 9e \| Ben O'Connor \| Australie \| Dimension Data \| + 33 s \| \| 10e \| Fernando Orjuela \| Colombie \| Manzana Postobón \| + 40 s \| |                  |                |                               |                  |
| |                  |                |                               |                  |
| |                  |                |                               |                  |
| Classement général |                  |                |                               |                  |
| Coureur | Coureur          | Pays           | Équipe                        | Temps            |
| 1er | Ryan Gibbons     | Afrique du Sud | Dimension Data                | 23 h 02 min 22 s |
| 2e | Cameron Bayly    | Australie      | IsoWhey Sports-Swiss Wellness | + 23 s           |
| 3e | Alberto Cecchin  | Italie         | Wilier Triestina-Selle Italia | + 27 s           |
| 4e | Mekseb Debesay   | Érythrée       | Dimension Data                | + 32 s           |
| 5e | Chris Harper     | Australie      | IsoWhey Sports-Swiss Wellness | + 33 s           |
| 6e | Daniel Jaramillo | Colombie       | UnitedHealthcare              | + 33 s           |
| 7e | Egan Bernal      | Colombie       | Androni-Sidermec-Bottecchia   | + 33 s           |
| 8e | Timothy Roe      | Australie      | IsoWhey Sports-Swiss Wellness | + 33 s           |
| 9e | Ben O'Connor     | Australie      | Dimension Data                | + 33 s           |
| 10e | Fernando Orjuela | Colombie       | Manzana Postobón              | + 40 s           |

### 7eétape
| \| Classement de l'étape \| Classement de l'étape \| Classement de l'étape \| Classement de l'étape \| Classement de l'étape \| \| Coureur \| Coureur \| Pays \| Équipe \| Temps \| \| --------------------- \| --------------------- \| --------------------- \| ----------------------------- \| --------------------- \| \| 1er \| Jakub Mareczko \| Italie \| Wilier Triestina-Selle Italia \| 3 h 23 min 45 s \| \| 2e \| Travis McCabe \| États-Unis \| UnitedHealthcare \| + 0 s \| \| 3e \| Andrea Palini \| Italie \| Androni-Sidermec-Bottecchia \| + 0 s \| \| 4e \| Seo Joon-yong \| Corée du Sud \| KSPO-Bianchi Asia \| + 0 s \| \| 5e \| Ryan Gibbons \| Afrique du Sud \| Dimension Data \| + 0 s \| \| 6e \| Mekseb Debesay \| Érythrée \| Dimension Data \| + 0 s \| \| 7e \| Enrico Barbin \| Italie \| Bardiani CSF \| + 0 s \| \| 8e \| Paolo Simion \| Italie \| Bardiani CSF \| + 0 s \| \| 9e \| Riccardo Stacchiotti \| Italie \| Nippo-Vini Fantini \| + 0 s \| \| 10e \| Alberto Cecchin \| Italie \| Wilier Triestina-Selle Italia \| + 0 s \| |                      |                |                               |                 |
| |                      |                |                               |                 |
| |                      |                |                               |                 |
| Classement de l'étape |                      |                |                               |                 |
| Coureur | Coureur              | Pays           | Équipe                        | Temps           |
| 1er | Jakub Mareczko       | Italie         | Wilier Triestina-Selle Italia | 3 h 23 min 45 s |
| 2e | Travis McCabe        | États-Unis     | UnitedHealthcare              | + 0 s           |
| 3e | Andrea Palini        | Italie         | Androni-Sidermec-Bottecchia   | + 0 s           |
| 4e | Seo Joon-yong        | Corée du Sud   | KSPO-Bianchi Asia             | + 0 s           |
| 5e | Ryan Gibbons         | Afrique du Sud | Dimension Data                | + 0 s           |
| 6e | Mekseb Debesay       | Érythrée       | Dimension Data                | + 0 s           |
| 7e | Enrico Barbin        | Italie         | Bardiani CSF                  | + 0 s           |
| 8e | Paolo Simion         | Italie         | Bardiani CSF                  | + 0 s           |
| 9e | Riccardo Stacchiotti | Italie         | Nippo-Vini Fantini            | + 0 s           |
| 10e | Alberto Cecchin      | Italie         | Wilier Triestina-Selle Italia | + 0 s           |

| \| Classement général \| Classement général \| Classement général \| Classement général \| Classement général \| \| Coureur \| Coureur \| Pays \| Équipe \| Temps \| \| ------------------ \| ------------------ \| ------------------ \| ----------------------------- \| ------------------ \| \| 1er \| Ryan Gibbons \| Afrique du Sud \| Dimension Data \| 26 h 26 min 06 s \| \| 2e \| Cameron Bayly \| Australie \| IsoWhey Sports-Swiss Wellness \| + 24 s \| \| 3e \| Alberto Cecchin \| Italie \| Wilier Triestina-Selle Italia \| + 28 s \| \| 4e \| Mekseb Debesay \| Érythrée \| Dimension Data \| + 33 s \| \| 5e \| Chris Harper \| Australie \| IsoWhey Sports-Swiss Wellness \| + 34 s \| \| 6e \| Daniel Jaramillo \| Colombie \| UnitedHealthcare \| + 34 s \| \| 7e \| Egan Bernal \| Colombie \| Androni-Sidermec-Bottecchia \| + 34 s \| \| 8e \| Ben O'Connor \| Australie \| Dimension Data \| + 34 s \| \| 9e \| Timothy Roe \| Australie \| IsoWhey Sports-Swiss Wellness \| + 34 s \| \| 10e \| Fernando Orjuela \| Colombie \| Manzana Postobón \| + 41 s \| |                  |                |                               |                  |
| |                  |                |                               |                  |
| |                  |                |                               |                  |
| Classement général |                  |                |                               |                  |
| Coureur | Coureur          | Pays           | Équipe                        | Temps            |
| 1er | Ryan Gibbons     | Afrique du Sud | Dimension Data                | 26 h 26 min 06 s |
| 2e | Cameron Bayly    | Australie      | IsoWhey Sports-Swiss Wellness | + 24 s           |
| 3e | Alberto Cecchin  | Italie         | Wilier Triestina-Selle Italia | + 28 s           |
| 4e | Mekseb Debesay   | Érythrée       | Dimension Data                | + 33 s           |
| 5e | Chris Harper     | Australie      | IsoWhey Sports-Swiss Wellness | + 34 s           |
| 6e | Daniel Jaramillo | Colombie       | UnitedHealthcare              | + 34 s           |
| 7e | Egan Bernal      | Colombie       | Androni-Sidermec-Bottecchia   | + 34 s           |
| 8e | Ben O'Connor     | Australie      | Dimension Data                | + 34 s           |
| 9e | Timothy Roe      | Australie      | IsoWhey Sports-Swiss Wellness | + 34 s           |
| 10e | Fernando Orjuela | Colombie       | Manzana Postobón              | + 41 s           |

### 8eétape
| \| Classement de l'étape \| Classement de l'étape \| Classement de l'étape \| Classement de l'étape \| Classement de l'étape \| \| Coureur \| Coureur \| Pays \| Équipe \| Temps \| \| --------------------- \| --------------------- \| --------------------- \| ----------------------------- \| --------------------- \| \| 1er \| Travis McCabe \| États-Unis \| UnitedHealthcare \| 2 h 39 min 00 s \| \| 2e \| Anthony Giacoppo \| Australie \| IsoWhey Sports-Swiss Wellness \| + 0 s \| \| 3e \| Riccardo Stacchiotti \| Italie \| Nippo-Vini Fantini \| + 0 s \| \| 4e \| Ryan Gibbons \| Afrique du Sud \| Dimension Data \| + 0 s \| \| 5e \| Mohd Shahrul Mat Amin \| Malaisie \| Terengganu Cycling Team \| + 0 s \| \| 6e \| Andrea Palini \| Italie \| Androni-Sidermec-Bottecchia \| + 0 s \| \| 7e \| Marco Maronese \| Italie \| Bardiani CSF \| + 0 s \| \| 8e \| Enrico Barbin \| Italie \| Bardiani CSF \| + 0 s \| \| 9e \| Filippo Pozzato \| Italie \| Wilier Triestina-Selle Italia \| + 0 s \| \| 10e \| Mekseb Debesay \| Érythrée \| Dimension Data \| + 0 s \| |                       |                |                               |                 |
| |                       |                |                               |                 |
| |                       |                |                               |                 |
| Classement de l'étape |                       |                |                               |                 |
| Coureur | Coureur               | Pays           | Équipe                        | Temps           |
| 1er | Travis McCabe         | États-Unis     | UnitedHealthcare              | 2 h 39 min 00 s |
| 2e | Anthony Giacoppo      | Australie      | IsoWhey Sports-Swiss Wellness | + 0 s           |
| 3e | Riccardo Stacchiotti  | Italie         | Nippo-Vini Fantini            | + 0 s           |
| 4e | Ryan Gibbons          | Afrique du Sud | Dimension Data                | + 0 s           |
| 5e | Mohd Shahrul Mat Amin | Malaisie       | Terengganu Cycling Team       | + 0 s           |
| 6e | Andrea Palini         | Italie         | Androni-Sidermec-Bottecchia   | + 0 s           |
| 7e | Marco Maronese        | Italie         | Bardiani CSF                  | + 0 s           |
| 8e | Enrico Barbin         | Italie         | Bardiani CSF                  | + 0 s           |
| 9e | Filippo Pozzato       | Italie         | Wilier Triestina-Selle Italia | + 0 s           |
| 10e | Mekseb Debesay        | Érythrée       | Dimension Data                | + 0 s           |

## Classement général final
| \| Classement général \| Classement général \| Classement général \| Classement général \| Classement général \| \| Coureur \| Coureur \| Pays \| Équipe \| Temps \| \| ------------------ \| ------------------ \| ------------------ \| ----------------------------- \| ------------------ \| \| 1er \| Ryan Gibbons \| Afrique du Sud \| Dimension Data \| 29 h 04 min 57 s \| \| 2e \| Cameron Bayly \| Australie \| IsoWhey Sports-Swiss Wellness \| + 33 s \| \| 3e \| Alberto Cecchin \| Italie \| Wilier Triestina-Selle Italia \| + 35 s \| \| 4e \| Daniel Jaramillo \| Colombie \| UnitedHealthcare \| + 37 s \| \| 5e \| Mekseb Debesay \| Érythrée \| Dimension Data \| + 41 s \| \| 6e \| Chris Harper \| Australie \| IsoWhey Sports-Swiss Wellness \| + 43 s \| \| 7e \| Egan Bernal \| Colombie \| Androni-Sidermec-Bottecchia \| + 43 s \| \| 8e \| Ben O'Connor \| Australie \| Dimension Data \| + 43 s \| \| 9e \| Timothy Roe \| Australie \| IsoWhey Sports-Swiss Wellness \| + 43 s \| \| 10e \| Fernando Orjuela \| Colombie \| Manzana Postobón \| + 50 s \| |                  |                |                               |                  |
| |                  |                |                               |                  |
| Source : ProCyclingStats |                  |                |                               |                  |
| Classement général |                  |                |                               |                  |
| Coureur | Coureur          | Pays           | Équipe                        | Temps            |
| 1er | Ryan Gibbons     | Afrique du Sud | Dimension Data                | 29 h 04 min 57 s |
| 2e | Cameron Bayly    | Australie      | IsoWhey Sports-Swiss Wellness | + 33 s           |
| 3e | Alberto Cecchin  | Italie         | Wilier Triestina-Selle Italia | + 35 s           |
| 4e | Daniel Jaramillo | Colombie       | UnitedHealthcare              | + 37 s           |
| 5e | Mekseb Debesay   | Érythrée       | Dimension Data                | + 41 s           |
| 6e | Chris Harper     | Australie      | IsoWhey Sports-Swiss Wellness | + 43 s           |
| 7e | Egan Bernal      | Colombie       | Androni-Sidermec-Bottecchia   | + 43 s           |
| 8e | Ben O'Connor     | Australie      | Dimension Data                | + 43 s           |
| 9e | Timothy Roe      | Australie      | IsoWhey Sports-Swiss Wellness | + 43 s           |
| 10e | Fernando Orjuela | Colombie       | Manzana Postobón              | + 50 s           |

### UCI Asia Tour
Ce Tour de Langkawi attribue des points pour l'UCI Asia Tour 2017, y compris aux coureurs faisant partie d'une équipe ayant un label WorldTeam. De plus la course donne le même nombre de points individuellement à tous les coureurs pour le Classement mondial UCI 2017.
| Position,          | 1er | 2e  | 3e  | 4e  | 5e | 6e | 7e | 8e | 9e | 10e | 11e | 12e | 13e | 14e | 15e | 16e à 30e | 31e à 40e |
| Classement général | 200 | 150 | 125 | 100 | 85 | 70 | 60 | 50 | 40 | 35  | 30  | 25  | 20  | 15  | 10  | 5         | 3         |
| Par étape          | 20  | 10  | 5   |     |    |    |    |    |    |     |     |     |     |     |     |           |           |
| Leader, par étape  | 5   |     |     |     |    |    |    |    |    |     |     |     |     |     |     |           |           |

## Liste des participants
| Dimension Data DDD  | Dimension Data DDD                         | Dimension Data DDD |
| ------------------- | ------------------------------------------ | ------------------ |
| Num                 | Coureur                                    | Pos                |
| 1                   | Nicolas Dougall (RSA)                      | 39e                |
| 2                   | Ryan Gibbons (RSA)                         | 1er                |
| 3                   | Adrien Niyonshuti (RWA) (Contre-la-montre) | 24e                |
| 4                   | Ben O'Connor (AUS)                         | 8e                 |
| 5                   | Jacques Janse van Rensburg (RSA)           | 38e                |
| 6                   | Mekseb Debesay (ERI)                       | 5e                 |
| Directeur sportif : |                                            |                    |

| UnitedHealthcare UHC | UnitedHealthcare UHC    | UnitedHealthcare UHC |
| -------------------- | ----------------------- | -------------------- |
| Num                  | Coureur                 | Pos                  |
| 11                   | Carlos Alzate (COL)     | 46e                  |
| 12                   | Adrian Hegyvary (USA)   | 88e                  |
| 13                   | Gregory Henderson (NZL) | 30e                  |
| 14                   | Daniel Jaramillo (COL)  | 4e                   |
| 15                   | Travis McCabe (USA)     | 27e                  |
| 16                   | Tanner Putt (USA)       | 35e                  |
| Directeur sportif :  |                         |                      |

| Bardiani CSF BRD    | Bardiani CSF BRD        | Bardiani CSF BRD |
| ------------------- | ----------------------- | ---------------- |
| Num                 | Coureur                 | Pos              |
| 21                  | Enrico Barbin (ITA)     | 11e              |
| 22                  | Marco Maronese (ITA)    | 44e              |
| 23                  | Niccolò Pacinotti (ITA) | 54e              |
| 24                  | Lorenzo Rota (ITA)      | 36e              |
| 25                  | Paolo Simion (ITA)      | 82e              |
| 26                  | Simone Velasco (ITA)    | HD-2             |
| Directeur sportif : |                         |                  |

| Wilier Triestina-Selle Italia WIL | Wilier Triestina-Selle Italia WIL | Wilier Triestina-Selle Italia WIL |
| --------------------------------- | --------------------------------- | --------------------------------- |
| Num                               | Coureur                           | Pos                               |
| 31                                | Jakub Mareczko (ITA)              | 75e                               |
| 32                                | Filippo Pozzato (ITA)             | 22e                               |
| 33                                | Rafael Andriato (BRA)             | 49e                               |
| 34                                | Giuseppe Fonzi (ITA)              | 91e                               |
| 35                                | Jacopo Mosca (ITA)                | 32e                               |
| 36                                | Alberto Cecchin (ITA)             | 3e                                |
| Directeur sportif :               |                                   |                                   |

| Manzana Postobón MZN | Manzana Postobón MZN      | Manzana Postobón MZN |
| -------------------- | ------------------------- | -------------------- |
| Num                  | Coureur                   | Pos                  |
| 41                   | Fernando Orjuela (COL)    | 10e                  |
| 42                   | Juan Pablo Villegas (COL) | 68e                  |
| 43                   | Bernardo Suaza (COL)      | 14e                  |
| 44                   | Yecid Sierra (COL)        | 25e                  |
| 45                   | Sergio Higuita (COL)      | 43e                  |
| 46                   | Wilmar Paredes (COL)      | 21e                  |
| Directeur sportif :  |                           |                      |

| Androni Giocattoli ANS | Androni Giocattoli ANS | Androni Giocattoli ANS |
| ---------------------- | ---------------------- | ---------------------- |
| Num                    | Coureur                | Pos                    |
| 51                     | Egan Bernal (COL)      | 7e                     |
| 52                     | Marco Benfatto (ITA)   | 80e                    |
| 53                     | Iván Sosa (COL)        | 15e                    |
| 54                     | Luca Pacioni (ITA)     | AB-2                   |
| 55                     | Andrea Palini (ITA)    | 71e                    |
| 56                     | Fausto Masnada (ITA)   | 16e                    |
| Directeur sportif :    |                        |                        |

| Nippo-Vini Fantini NIP | Nippo-Vini Fantini NIP     | Nippo-Vini Fantini NIP |
| ---------------------- | -------------------------- | ---------------------- |
| Num                    | Coureur                    | Pos                    |
| 61                     | Giacomo Berlato (ITA)      | 60e                    |
| 62                     | Nicolas Marini (ITA)       | AB-5                   |
| 63                     | Riccardo Stacchiotti (ITA) |                        |
| 64                     | Masakazu Ito (JPN)         | 26e                    |
| 65                     | Marino Kobayashi (JPN)     | 96e                    |
| 66                     | Hideto Nakane (JPN)        | 12e                    |
| Directeur sportif :    |                            |                        |

| IsoWhey Sports-Swiss Wellness IWS | IsoWhey Sports-Swiss Wellness IWS | IsoWhey Sports-Swiss Wellness IWS |
| --------------------------------- | --------------------------------- | --------------------------------- |
| Num                               | Coureur                           | Pos                               |
| 71                                | Cameron Bayly (AUS)               | 2e                                |
| 72                                | Chris Harper (AUS)                | 6e                                |
| 73                                | Scott Sunderland (AUS)            | 79e                               |
| 74                                | Anthony Giacoppo (AUS)            | 31e                               |
| 75                                | Timothy Roe (AUS)                 | 9e                                |
| 76                                | Robbie Hucker (AUS)               | 13e                               |
| Directeur sportif :               |                                   |                                   |

| Terengganu TSG      | Terengganu TSG                     | Terengganu TSG |
| ------------------- | ---------------------------------- | -------------- |
| Num                 | Coureur                            | Pos            |
| 81                  | Anuar Manan (MAS)                  | 95e            |
| 82                  | Mohd Hariff Saleh (MAS)            | AB-2           |
| 83                  | Dadi Suryadi (INA)                 | 23e            |
| 84                  | Nur Amirul Fakhruddin Mazuki (MAS) | 67e            |
| 85                  | Mohd Zamri Saleh (MAS)             | 77e            |
| 86                  | Mohd Shahrul Mat Amin (MAS)        | 29e            |
| Directeur sportif : |                                    |                |

| Vino-Astana Motors VAM | Vino-Astana Motors VAM | Vino-Astana Motors VAM |
| ---------------------- | ---------------------- | ---------------------- |
| Num                    | Coureur                | Pos                    |
| 91                     | Yevgeniy Gidich (KAZ)  | NP-6                   |
| 92                     | Stepan Astafyev (KAZ)  | 61e                    |
| 93                     | Dmitriy Lukyanov (KAZ) | 17e                    |
| 94                     | Taras Voropayev (KAZ)  | 66e                    |
| 95                     | Sergey Vlassenko (KAZ) | 37e                    |
| 96                     | Aspan Zhukenov (KAZ)   | 89e                    |
| Directeur sportif :    |                        |                        |

| Infinite-AIS IAC    | Infinite-AIS IAC             | Infinite-AIS IAC |
| ------------------- | ---------------------------- | ---------------- |
| Num                 | Coureur                      | Pos              |
| 101                 | John Ebsen (DEN)             | 28e              |
| 102                 | Ying Hon Yeung (HKG)         | 34e              |
| 103                 | Kritsada Changpad (THA)      | 69e              |
| 104                 | Khunakon Nonthichan (THA)    | 58e              |
| 105                 | Tanaphon Seanumnuyphon (THA) | AB-6             |
| 106                 | Afiq Huznie Othman (MAS)     | 87e              |
| Directeur sportif : |                              |                  |

| Aisan Racing AIS    | Aisan Racing AIS        | Aisan Racing AIS |
| ------------------- | ----------------------- | ---------------- |
| Num                 | Coureur                 | Pos              |
| 111                 | Ryohei Komori (JPN)     | 84e              |
| 112                 | Tomohiro Hayakawa (JPN) | 33e              |
| 113                 | Kota Sumiyoshi (JPN)    | 81e              |
| 114                 | Shiki Kuroeda (JPN)     | 72e              |
| 115                 | Hiroaki Harada (JPN)    | AB-2             |
| 116                 | Shotaro Watanabe (JPN)  | AB-7             |
| Directeur sportif : |                         |                  |

| KSPO KSP            | KSPO KSP             | KSPO KSP |
| ------------------- | -------------------- | -------- |
| Num                 | Coureur              | Pos      |
| 121                 | Park Sung-baek (KOR) | DSQ-4    |
| 122                 | Seo Joon-yong (KOR)  | 56e      |
| 123                 | Choi Seung-woo (KOR) | 74e      |
| 124                 | Kang Suk-ho (KOR)    | AB-6     |
| 125                 | Kim Dae-yeon (KOR)   | 53e      |
| 126                 | Cho Hae-sung (KOR)   | AB-7     |
| Directeur sportif : |                      |          |

| Keyi Look KYL       | Keyi Look KYL         | Keyi Look KYL |
| ------------------- | --------------------- | ------------- |
| Num                 | Coureur               | Pos           |
| 131                 | En Huang (CHN)        | AB-7          |
| 132                 | Wang Xin (CHN)        | 70e           |
| 133                 | Zhang Shijin (CHN)    | 93e           |
| 134                 | Yang Siyu (CHN)       | 48e           |
| 135                 | Shi Yanhui (CHN)      | HD-6          |
| 136                 | Maxat Ayazbayev (KAZ) | 62e           |
| Directeur sportif : |                       |               |

| Thailand Continental TCC | Thailand Continental TCC          | Thailand Continental TCC |
| ------------------------ | --------------------------------- | ------------------------ |
| Num                      | Coureur                           | Pos                      |
| 141                      | Phuchong Sai-udomsin (THA)        | 64e                      |
| 142                      | Turakit Boonratanathanakorn (THA) | 55e                      |
| 143                      | Nawuti Liphongyu (THA)            | 76e                      |
| 144                      | Thanawut Sanikwathi (THA)         | AB-6                     |
| 145                      | Sarawut Sirironnachai (THA)       | HD-2                     |
| 146                      | Loh Sea Keong (MAS)               | 59e                      |
| Directeur sportif :      |                                   |                          |

| 7 Eleven-Road Bike Philippines 7RP | 7 Eleven-Road Bike Philippines 7RP | 7 Eleven-Road Bike Philippines 7RP |
| ---------------------------------- | ---------------------------------- | ---------------------------------- |
| Num                                | Coureur                            | Pos                                |
| 151                                | Marcelo Felipe (PHI)               | 20e                                |
| 152                                | Nelson Martin (PHI)                | 63e                                |
| 153                                | Jesse Ewart (AUS)                  | 42e                                |
| 154                                | Josh Berry (AUS)                   | AB-2                               |
| 155                                | Dominic Perez (PHI)                | 83e                                |
| 156                                | Bonijoe Martin (PHI)               | 78e                                |
| Directeur sportif :                |                                    |                                    |

| Sapura TSC          | Sapura TSC                    | Sapura TSC |
| ------------------- | ----------------------------- | ---------- |
| Num                 | Coureur                       | Pos        |
| 161                 | Sofian Nabil Bakri (MAS)      | 94e        |
| 162                 | Akmal Zakaria (MAS)           | 90e        |
| 163                 | Izzat Hilmi Abdul Halil (MAS) | 97e        |
| 164                 | Aiman Cahyadi (INA)           | 65e        |
| 165                 | Jahir Pérez (COL)             | 19e        |
| 166                 | Víctor Niño (COL)             | 18e        |
| Directeur sportif : |                               |            |

| Giant MSS           | Giant MSS           | Giant MSS |
| ------------------- | ------------------- | --------- |
| Num                 | Coureur             | Pos       |
| 171                 | Chen Zhiwen (CHN)   | 51e       |
| 172                 | Penghai Deng (CHN)  | 40e       |
| 173                 | Gu Tianhao (CHN)    | 73e       |
| 174                 | Shi Hang (CHN)      | 45e       |
| 175                 | Li Xiang Yuan (CHN) | HD-6      |
| 176                 | Liu Haiwang (CHN)   | 85e       |
| Directeur sportif : |                     |           |

| Équipe nationale de Malaisie MAS | Équipe nationale de Malaisie MAS | Équipe nationale de Malaisie MAS |
| -------------------------------- | -------------------------------- | -------------------------------- |
| Num                              | Coureur                          | Pos                              |
| 181                              | Muhammad Ameen Ahmad (MAS)       | 57e                              |
| 182                              | Muhammad Ameer Ahmad (MAS)       | 52e                              |
| 183                              | Yusrizal Usoff (MAS)             | 41e                              |
| 184                              | Nur Aiman Zariff (MAS)           | 47e                              |
| 185                              | Irwandie Lakasek (MAS)           | 86e                              |
| 186                              | Eiman Firdaus Zamri (MAS)        | 92e                              |
| Directeur sportif :              |                                  |                                  |